# Nikkaluokta kapell
Nikkaluokta kapell är en kyrkobyggnad i Nikkaluokta. Den tillhör Gällivare församling i Luleå stift.

## Kyrkobyggnaden
Kapellet ligger intill Nikkaluokta turistanläggning, 65 km väster om Kiruna, strax söder om gränsen till Kiruna kommun. Kapellet invigdes den 16 augusti 1942, uppfört efter ritningar av arkitekten Cyrillus Johansson. Byggnaden har till formen stora likheter med Kiruna kyrka. Den var en gåva från De Lappländska Fjällkarlarnas klubb till bygden och församlingen. 

## Inventarier
I kapellet finns en altarprydnad, som har skänkts av Svenska turistföreningen. Nattvardskalken är från Konstantinopel. Dessutom finns altarkläde med mera, vilket har skänkts av lokalbefolkningen.
- En elorgel, tidigare användes ett harmonium.